# Davideni, Storojineț
Davideni (în ucraineană Давидівка, transliterat: Davîdivka și în germană Dawideny) este un sat reședință de comună în raionul Storojineț situat în partea vestică a raionului Storojineț din regiunea Cernăuți, situată în partea de sud a Ucrainei. La recensământul din 2001 avea o populație de 3.115 locuitori, preponderent ucrainieni. Satul este situat pe malul râului Siretul Mic la o altitudine de 432 metri.

## Istorie
Localitatea Davideni a făcut parte încă de la înființare din regiunea istorică Bucovina a Principatului Moldovei. În ianuarie 1775, ca urmare a atitudinii de neutralitate pe care a avut-o în timpul conflictului militar dintre Turcia și Rusia (1768-1774), Imperiul Habsburgic (Austria de astăzi) a primit o parte din teritoriul Moldovei, teritoriu cunoscut sub denumirea de Bucovina.
După anexarea Bucovinei de către Imperiul Habsburgic în anul 1775, localitatea Davideni a făcut parte din Ducatul Bucovinei, guvernat de către austrieci, făcând parte din districtul Storojineț (în germană Storozynetz). Conform datelor din Arhiva de Stat a regiunii Cernăuți, în anul 1894, în districtul Cernăuți urban din cele 15 școli primare existente 12 aveau ca limbă de predare româna (o școală – numai româna, 11 – româna alături de cea germană, ruteană sau poloneză), iar școlile din Bănila Moldovenească, Broscăuții Noi, Broscăuții Vechi, Corcești și Davideni din districtul Storojineț aveau ca limbă de predare româna .
După Unirea Bucovinei cu România la 28 noiembrie 1918, satul Davideni a făcut parte din  Regatul României, Plasa Flondoreni a județului Storojineț. Pe atunci, majoritatea populației era formată din români. Mai trăiau în comună numeroși ucraineni,de asemenea polonezi, germani și evrei.
Ca urmare a Pactului Ribbentrop-Molotov (1939), Bucovina de Nord a fost anexată de către URSS la 28 iunie 1940. Potrivit cu acordul menționat, germanii locali au fost "repatriați" cu consimțământul autorităților sovietice pe teritoriul celui de Al III-lea Reich. Numeroși locuitori, români și de alte neamuri, au fost supuși la persecuții politice și deportări.
Bucovina de Nord a reintrat în componența României în perioada 1941-1944.
De îndată după recucerirea de către armata română în alianță cu trupele germane, potrivit cu ordinele regimului Antonescu, evreii concentrați în localitate (care ajunseseră în 1941 la un număr de 687) au fost scoși din casele lor, supuși la jafuri și alte violențe, și trimiși, împreună cu majoritatea evreilor din regiune, în marșuri ale morții spre locuri de concentrare în Basarabia și apoi în Transnistria, unde majoritatea lor au pierit. 
Zona a fost reocupată de către URSS în anul 1944 și integrată în RSS Ucraineană. Școala cu predare în limba română din satul Davideni a fost închisă de către autoritățile sovietice după cel de-al Doilea Război Mondial. Populației românești, care a suferit din nou persecuțiile regimului stalinist,i s-a impus identitatea "moldovenească".
Începând din anul 1991, satul Davideni face parte din raionul Storojineț al regiunii Cernăuți din cadrul Ucrainei independente. Conform recensământului din 1989, numărul locuitorilor care s-au declarat români plus moldoveni era de 927 (902+25), adică 32,03% din populația localității . În prezent, satul are 3.115 locuitori, preponderent ucraineni.
În comună sunt 5 biserici ortodoxe și 2 catolice.

## Demografie
Componența lingvistică a comunei Davideni în anul 2001
     Ucraineană (80,39%)
     Română (17,04%)
     Polonă (2,18%)
     Alte limbi (0,35%)
Conform recensământului din 2001, majoritatea populației comunei Davideni era vorbitoare de ucraineană (80,39%), existând în minoritate și vorbitori de română (17,04%) și polonă (2,18%).
1930: 4.190 (recensământ)
1989: 2.894 (recensământ)
2001: 3.115 (recensământ)

### Recensământul din 1930
Componența etnică a comunei Davideni (județul Storojineț) în anul 1930
     Români (49,54%)
     Germani (9,28%)
     Evrei (2,36%)
     Ruteni (23,65%)
     Polonezi (13,74%)
     Ruși (1,43%)
Componența confesională a comunei Davideni în anul 1930
     Ortodocși (72,38%)
     Romano-catolici (23,15%)
     Mozaici (2,36%)
     Greco-catolici (2,05%)
     Altă religie (0,06%)
Conform recensământului efectuat în 1930 , populația comunei Davideni se ridica la 4.190 locuitori. Majoritatea locuitorilor erau români (49,54%), cu o minoritate de germani (9,28%), evrei (2,36%),ruteni (23,65%),polonezi (13,74%) și ruși (1,43%). Din punct de vedere confesional, majoritatea locuitorilor erau creștini ortodocși (72,38%), dar existau și romano-catolici (23,15%), mozaici (2,36%) și greco-catolici (2,05%). Alte persoane s-au declarat: armeano-catolici (1 persoană), iar 1 persoană nu a declarat religia.

## Personalități
Genealogistul și istoricul român Sever Zota (1874-1943), membru corespondent (1919) al Academiei Române, s-a retras într-un conac din Davideni după o viață plină de muncă și de creație științifică .
De asemenea, celebrul tenor Joseph Schmidt (1904-1942) s-a născut la Davideni, într-o familie de evrei bucovineni .

## Obiective turistice
- Biserica de lemn cu hramul "Sf. Arhangheli Mihail și Gavriil" - construită în anul 1786 [10]
- Biserica de lemn cu hramul "Sf. Parascheva" - construită în anul 1910 [11]
- Biserica Sfintei Treimi, Biserica Greco-Catolică Ucraineană.
- Biserica Sfânta Rosa de Lima - (anii 1920)
- Biserica Sfânta Maria din satul Noul Zrub (începutul sec XX)